# Premi Lleó Queer

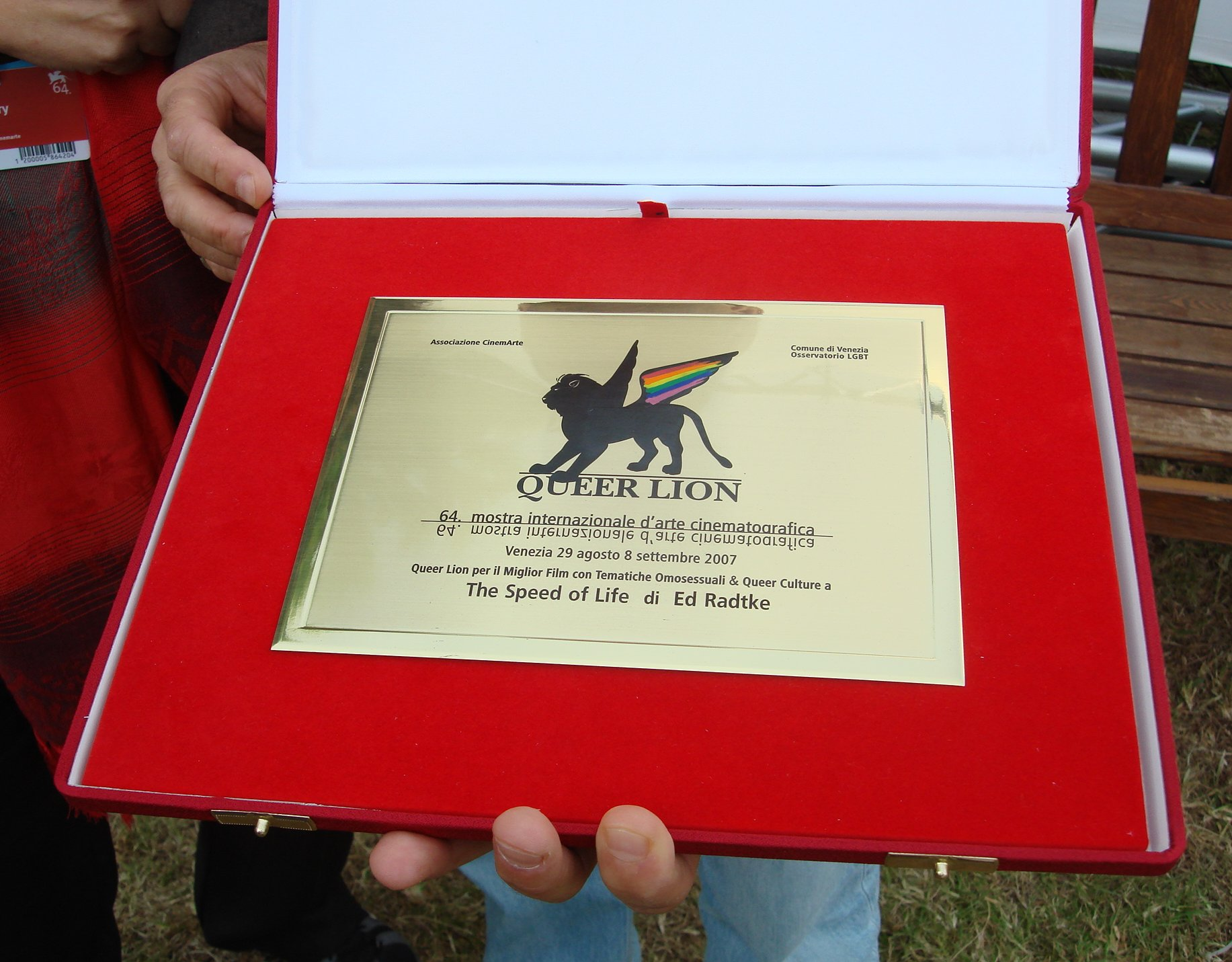
Premi Lleó Queer entregat el 2007 a la pel·lícula americana The Speed of Life.

El Premi Lleó Queer és un guardó creat el 2007 que premia el millor film sobre temàtica LGBT i cultura queer d'entre totes les pel·lícules presentades al Festival Internacional de Cinema de Venècia.

## Història
La idea del Lleó Queer es va gestar durant una entrevista de 2003 realitzada per Daniel N. Casagrande, president del l'associació italiana CinemArte, per a la revista mensual Venezia News, en la qual va entrevistar al cinematògraf Moritz De Hadeln, aleshores director del Festival de Cinema de Venècia. Al llarg de l'entrevista, Casagrande preguntà a De Hadeln si la Mostra de Venècia estaria disposada a acollir un guardó pensat per premiar i dignificar les pel·lícules de temàtica gay, semblantment a com la Berlinale ja ho havia començat a fer 20 anys enrere, amb la creació del Premi Teddy pel reconeixement de la millor pel·lícula de temàtica LGBT del certàmen cinematogràfic alemany. Malgrat la predisposició de De Hadeln a introduir aquest nou guardó, el canvi de director de la Mosta l'any següent va provocar una demora en el desenvolupament de la idea. El projecte, va ser finalment aprovat uns anys després pel nou director de la Mostra, Marco Müller, que declarà la seva intenció de donar suport la creació d'un premi addicional d'aquest tipus.
El primer premi es va entregar en la 64a edició del festival de la Mostra. El guardó va ser entregat per l'actor britànic Alan Cumming.
Daniele Casagrande, director del Premi Lleó Queer, declarà en una entrevista que «No busquem pas un pròxim Brokeback Mountain», sinó que «senzillament cerquem pel·lícules que tractin d'una manera justa a plantejaments o personatges homosexuals».
El guaró consisteix en una placa dorada amb el gravat d'un lleó alat de color negre, símbol del festival, amb un Arc de Sant Martí sobre les ales del lleó, el símbol habitual del moviment homosexual.
Són susceptibles de ser elegides pel premi Lleó Queer totes les pel·lícules presentades a qualsevol de les seccions oficials del Festival Internacional de Cinema de Venècia i amb continguts de temàtica LGBT com històries, escenes o personatges LGBT –sense haber de ser pel·lícules de temàtica específicament LGBT. Les seccions en les quals poden trobar i veure aquestes pel·lícules són a: Concorso (Competició), Fuori Concorso (Fora de Competició), Orizzonti (Horitzons), Controcampo italiano, Giornate degli Autori i Settimana Internazionale della Critica (Setmana Internacional de la Crítica).
El jurat del Premi Lleó Queer està format per periodistes, directors de cinema, crítics i altres persones especialitzades en cinema. El jurat és responsable d'elegir la millor pel·lícula de temàtica o amb elements LGBT.

## Palmarès

### Premi Lleó Queer
| Any  | Pel·lícula guanyadora                 | Director                    | País                    | Referència |
| ---- | ------------------------------------- | --------------------------- | ----------------------- | ---------- |
| 2007 | The Speed Of Life                     | Edward Radtke               | Estats Units            | [ 1 ]      |
| 2008 | Un altro pianeta                      | Stefano Tummolini           | Itàlia                  | [ 2 ]      |
| 2009 | A Single Man                          | Tom Ford                    | Estats Units            | [ 3 ]      |
| 2010 | En el futuro                          | Mauro Andrizzi              | Argentina               | [ 4 ]      |
| 2011 | Wilde Salomé                          | Al Pacino                   | Estats Units            | [ 5 ]      |
| 2012 | The Weight                            | Jeon Kyu-hwan               | Corea del Sud           | [ 6 ]      |
| 2013 | Philomena                             | Stephen Frears              | Regne Unit              | [ 7 ]      |
| 2014 | Summer Nights (Les Nuits d'été)       | Mario Fanfani               | França                  | [ 8 ]      |
| 2015 | The Danish Girl                       | Tom Hooper                  | Estats Units            | [ 9 ]      |
| 2016 | Heartstone (Hjartasteinn)             | Guðmundur Arnar Guðmundsson | Islàndia                | [ 10 ]     |
| 2017 | Marvin (Marvin ou la belle éducation) | Anne Fontaine               | França                  | [ 11 ]     |
| 2018 | José                                  | Cheng Li                    | Guatemala, Estats Units | [ 12 ]     |
| 2019 | El príncipe                           | Sebastián Muñoz             | Xile                    | [ 13 ]     |
| 2020 | The World to Come                     | Mona Fastvold               | Estats Units            | [ 14 ]     |
| 2021 | The Last Chapter (La dernière séance) | Gianluca Matarrese          | Itàlia, França          | [ 15 ]     |
| 2022 | Aus meiner Haut (Skin Deep)           | Alex Schaad                 | Alemanya                |            |

### Altres premis
| Any  | Pel·lícula | Director        | País         | Tipus de premi                          |
| ---- | ---------- | --------------- | ------------ | --------------------------------------- |
| 2007 | Sleuth     | Kenneth Branagh | Estats Units | Menció especial del Jurat               |
| 2009 | -          | Ang Lee         | Taiwan       | Lleó Queer a la carrera cinematogràfica |